# Blanche của Anh
Blanche của Anh (mùa xuân năm 1392 – 22 tháng 5 năm 1409), còn được gọi là Blanche của Lancaster, là một thành viên của Vương tộc Lancaster, con gái của Henry IV của Anh và Mary xứ Bohun.